# Баптизм на Луганщине
Баптизм проник на территорию Луганщины ещё в XIX веке, когда она входила в состав Екатеринославской губернии Российской империи (Славяносербский уезд). Исторически баптизм на Украине и юге России был связан с немецкими колонистами. На Луганщине c 1840 года известна немецкая колония Штейндорф (в районе Сабовки)
На 1915 год на Луганщине проживало 109 «евангельских христиан-баптистов». К 2014 году на Луганщине насчитывалось до 6 тыс. баптистов, объединённых в 77 общин. Главой луганский баптистов (Областного Объединения Церквей ВСЦ ЕХБ) был лисичанский пастор, пресвитер Сергей Мороз. Для подготовки служителей церкви с 1998 года существует Луганский региональный библейский колледж (ЛуРБК).
Общины («дома молитвы») баптистов существуют в городах Антрацит, Горское, Кировск, Красный Луч, Луганск («Еммануил», «Преображение»), Лисичанск, Первомайск. В 2010 году в Луганске появилась отдельная китаеязычная баптистская община.
В ходе войны в Донбассе между властями самопровозглашенной ЛНР и баптистскими общинами, оказавшимися на контролируемой ею территории, возникли трения. В дальнейшем руководство баптистов Украины и Луганской области осудило российскую военную агрессию.